# Богишич, Бальтазар
Бальтазар Бо́гишич (сербохорв. Валтазар Богишић, Baltazar Bogišić; 20 декабря 1834 — 24 апреля 1908) — сербский юрист, социолог и этнограф, признанный одним из пионеров социологии права. Основной вклад Богишич внёс в развитие частного права, самыми известными его работами являются исследования по структуре семьи и Гражданский кодекс Черногории 1888 года. Был последователем немецкой исторической школы права (т. н. школы Савиньи).

## Биография

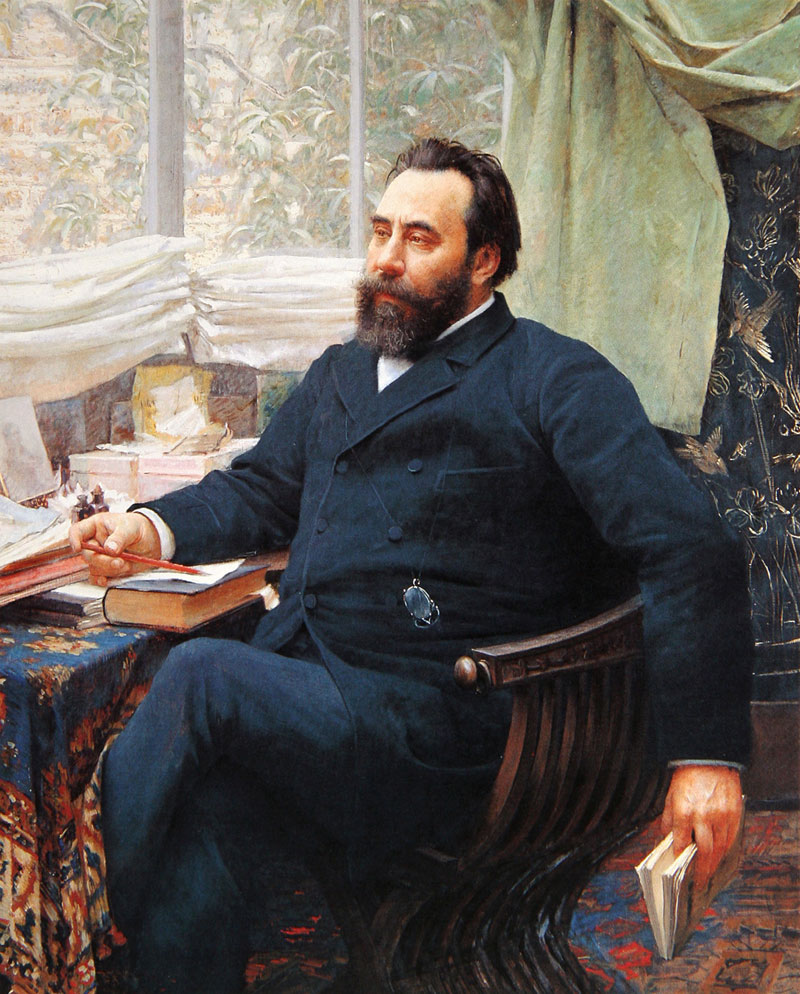

Бальтазар Богишич родился 20 декабря 1834 года в небольшом городке Цавтат, на стыке сербохорватских исторических областей Травуния и Далмация, в богатой купеческой католической семье. Его мать умерла при родах, а отец его, Влахо Богишич, хотел, чтобы Бальтазар продолжал семейный бизнес, поэтому не стремился дать сыну широкое образование. С детства отличаясь разносторонними способностями, Богишич пошёл в школу в четыре года и всё равно закончил её раньше срока. К одиннадцати годам, будучи моложе сокурсников на четыре-пять лет, он закончил двухгодичное мореходное училище, коим руководил местный арматор А. Казиярия (Kazijarija). Очень большое влияние на юного Бальтазара оказал его дед, который рассказывал ему народные сказки и песни, истории о своих морских приключениях и покупал множество книг, а после смерти оставил внуку значительное наследство. После долгих уговоров отец Богишича всё-таки согласился на получение сыном четырёхлетнего образования в гимназии, но с условием не сдавать выпускные экзамены и не продолжать дальнейшего обучения. Богишич, к этому времени уже владевший итальянским, начал усиленно изучать немецкий язык, а по окончании гимназического курса, вопреки воле отца, всё-таки сдал экзамены.
В 1856 году его отец умер, после чего его дело вследствие интриг сначала перешло к двоюродным братьям Бальтазара, но после двухлетнего процесса он смог вернуть себе всё наследство. Имея деньги, в 1858 году он отправился учиться сначала в Падую, а затем в Венецию, где изучал итальянский язык и литературу и заинтересовался итальянским национальным движением.
После завершения образования в Венеции Богишич получил стипендию от австрийского правительства, дающую право обучаться в австрийских и иностранных университетах. Он учился в Вене, Берлине, Мюнхене и Париже, изучал философию, филологию, право и политическую экономию. Среди его преподавателей были многие выдающиеся учёные того времени. В период обучения Богишич также установил свои первые контакты с панславистским (панславянским) движением. Он получил степень доктора философии в Гессене в 1862 году за исследование, анализировавшее причины поражения германских армий в войне с чешскими гуситами, а в 1865 году в Вене Богишич сдал устный экзамен на доктора права, хотя к этому времени уже вёл юридическую практику.
В 1863 году он был назначен в Венскую государственную библиотеку заведовать славянским и юридическим её отделами. На этой должности он занимался изучением различных исторических документов, собирал образцы сербской народной поэзии, написал свои первые работы по истории права и активно участвовал в общественном панславистском движении, поддерживая, в частности, Союз сербской молодёжи (Ujedinjena omladina srpska). В 1868 году Богишич перешёл на работу в австрийское военное министерство, став советником по вопросам образования Банатско-Сремской военной границы (проживал в Темешваре, затем в Петроварадине), но предпринятые им попытки школьной реформы оказались неудачными.

В 1869 году он был приглашён в Российскую империю, приняв её гражданство и став государственным служащим. Богишич отказался преподавать в Киеве или Варшаве, но согласился занять место профессора в только что созданном Новороссийском (Одесском) университете, где прочитал первую лекцию в 1870 году. В Одессе он основал Славянскую библиотеку и напечатал программную статью «О научной разработке истории славянского права». 
Законодатель должен знать народные обычаи, народную жизнь, верованья и потребности. (...) Правовые народные обычаи необходимо систематизировать и сравнивать с обычаями других народов.
 — подчёркивал Богишич. В силу ряда причин, Богишич был крайне непопулярен среди студентов: уже в 1871 году против него начались массовые протесты, а сам он преподавал без энтузиазма. Когда его просьба о досрочном выходе в отставку не была удовлетворена, он стал стараться тратить как можно больше времени на научные поездки по России и, в частности, усиленно изучал правовые обычаи на Кавказе. В 1872 г. Богишич посетил Абхазию, Самурзакань, Мингрелию и Сванетию, ознакомившись с образом жизни тамошних народов. 
Значение Богишича определяется широкой постановкой изучения народно-обычного права славян, в связи с обычаями других народов, историей и современным правосознанием. Кроме изучения печатного материала, Богишич предпринял огромную самостоятельную работу собирания действующего обычного права путём рассылки выработанных им программ по всем Славянским землям, вместе со статьёй о важности собирания народных обычаев, опубликованной в загребском «Književniku». Данные, собранные этим путём, были восполнены личными наблюдениями Богишича не только в области Славянства, но и среди кавказских горцев, а также архивными данными, добытыми в различных местностях и, в частности, в Черногории. Результатом этих работ явились чрезвычайно ценные и богатые материалами сборники Богишича.
 — свидетельствовал в 1911 г. Новый Энциклопедический словарь Брокгауза и Ефрона.
В конце концов, Богишич был в 1873 году отстранён от преподавания в Новороссийском университете, но остался подданным России и, по приказу императора Александра II, был командирован в Черногорию, чтобы содействовать там кодификации частного права.

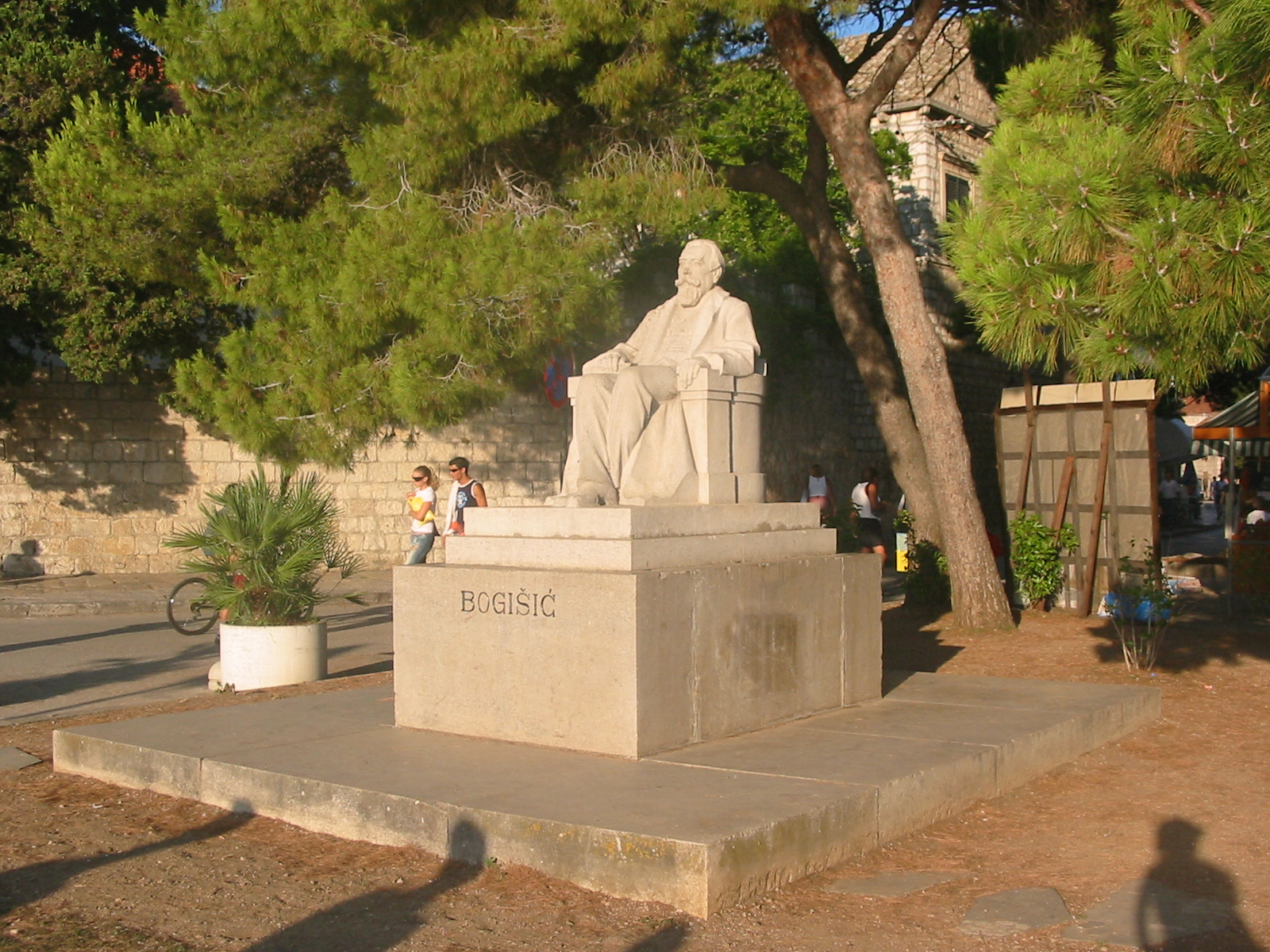
Памятник Богишичу в Цавтате

К моменту его приезда в Черногорию Гражданский кодекс этой страны был уже в основном подготовлен — однако, Богишич сумел убедить князя Николу I в том, что работа над кодификацией займёт ещё многие годы, и занялся сбором информации о правовых обычаях Черногории, а также сопредельных Герцеговины и Албании. Результатом его работы стал выпуск в 1874 году сборника правовых обычаев южных славян, но он не удовлетворился этим и продолжил сбор информации об обычаях частного и публичного права. 
Моя работа могла оказаться небесполезною лишь при том условии, если к ней будут применены приёмы, совершенно независимые. Природа того отдела права, с которым мне пришлось иметь дело, совокупность наличных условий, являющихся результатом периодической жизни народа, дальнейшее развитие страны - по необходимости заставили меня совершить труд систематичный и в то же время популярный. Я принял во внимание, с одной стороны, внешние формы и взгляды, господствующие в теории и законодательной практике стран, уже имеющих гражданские кодексы, - с другой, особенности, присущие стране, для которой предназначается кодекс.
 — писал маститый цивилист.
Во время Русско-турецкой войны 1877—1878 гг. Богишич был прикомандирован к русской гражданской канцелярии, коей было поручено формирование органов юстиции в освобождённой от османского ига Болгарии.

В 1888 году Богишич завершил многолетнюю работу над Черногорским Гражданским кодексом. В 1890-м, получив от русского правительства пенсию, Богишич переехал в Париж. В 1893—1899 гг. был министром юстиции Черногории, продолжая вносить в улучшения в Кодекс. Второе исправленное издание Кодекса вышло в 1899 году. 
По ясности мысли и отчётливости представлений о задачах кодекса, а также по жизненности построений и по мастерству технической работы Богишича можно сравнить лишь с Губером - творцом нового швейцарского гражданского уложения. Кодекс, составленный Богишичем, вызвал общий восторг и обессмертил имя его творца.
 — писал Новый Энциклопедический словарь Брокгауза и Ефрона.
Затем Богишич снова обосновался в Париже, и жил там как частное лицо. В Париже занимался множеством других дел, в том числе написал конституцию для сербских революционеров в Герцеговине, готовил государственные и правовые документы для Болгарии, недавно получившей фактическую независимость от Османской империи, собрал и частично опубликовал документы по истории Сербских восстаний 1804—1813 годов, а также занимаясь исследованиями в области социологических и исторических аспектов семьи и семейного и наследственного права, которые он считал отдельными, не связанными с гражданским законодательством областями, вследствие чего не включил их в Гражданский кодекс Черногории… В 1902 году Богишич в 1902 году был избран президентом Международного института социологии в Париже, он считался уважаемым учёным-юристом, которого посещали студенты из разных стран. Умер в 1908 году в Риеке (Фиуме), по дороге в родной Цавтат.

## Избранная библиография
- «Ueber die Ursachen der Niederlagen des deutschen Heeres im hussitischen Kriege» (диссертация, Гиссен, 1862),
- «Pravni običaji u Slovena» (Загреб, 1867),
- «Naputak za sabiranje pravnih običaja, koji živu u narodu» (Загреб, 1866),
- «Zbornik sadasnjiti pravnih obicaja u juznih slovena» (Zagreb, 1874);
- «Народне пjесме, из стариjех, наjвише приморских записа» (ч. 1, Белград, 1878),
- «Pisani zakoni na slovenskom jugu» (Загреб, 1872 г., библиогр. очерк),
- «О научной разработке истории славянского права» (СПб., 1870, из 6 № «Зари»);
- «Aperçu de travaux sur le droit coutumier en Russie» (Париж, 1879);
- «Sur la forme dite inokosna de la famille rurale chez les Serbes et les Croates» (Париж, 1884),
- «О несложной сельской семье у сербов и хорватов» "ЖМНП", 1885, февраль.
- «Quelques mots sur les principes et la méthode suivis dans la codification dn droit civil au Monténégro» (Париж, 1888[5]).